# Гомасио
Гомасио (яп. ごま塩) — сухая приправа, изготовленная из смеси кунжута и соли. Эта приправа очень часто используется в японской кухне: так, например, с ней употребляют сэкихан. Кроме того, иногда гомасио посыпают рис и онигири.

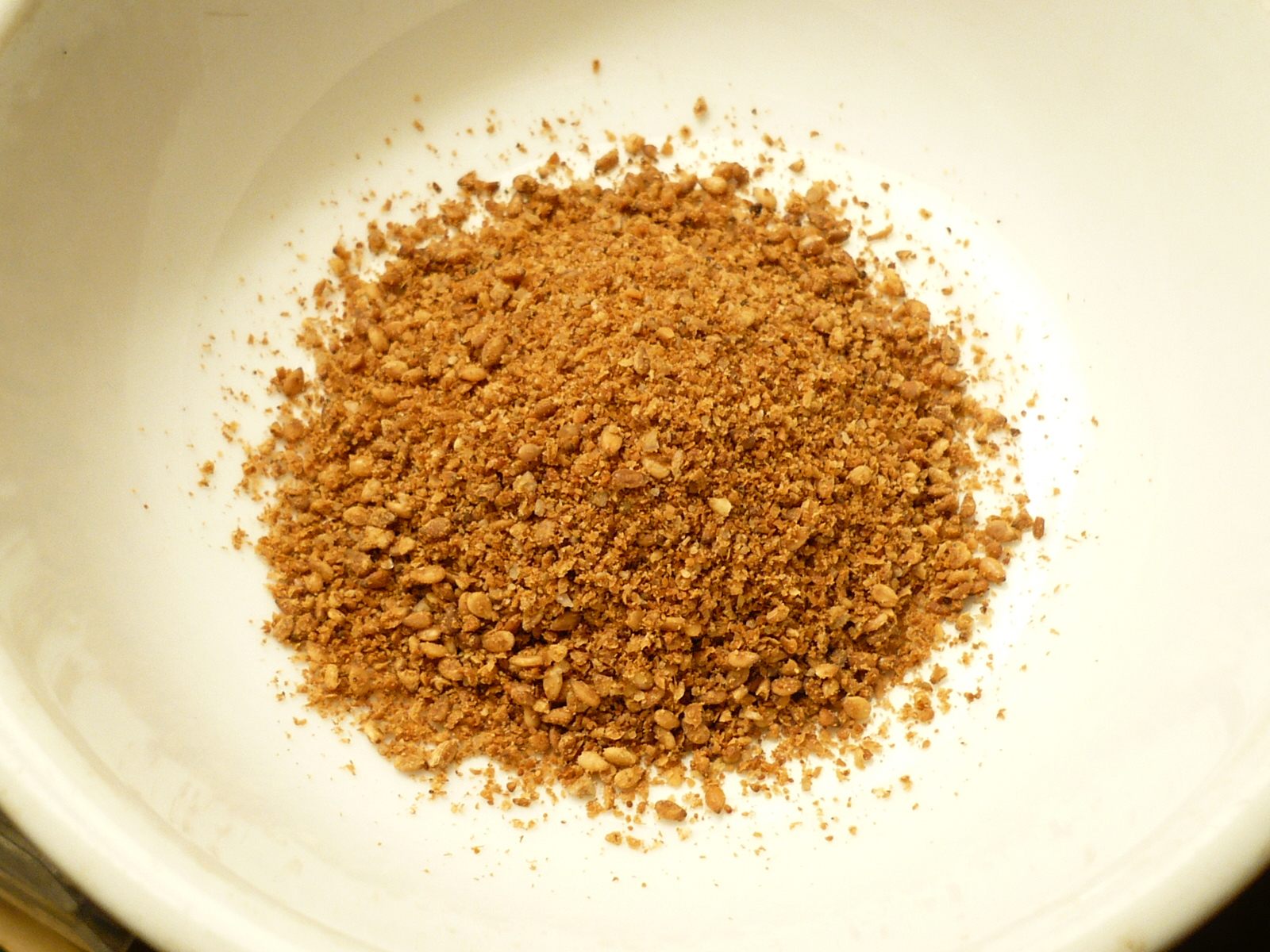
Гомасио

Для гомасио используют семена кунжута коричневого или черного цвета. Сначала кунжут поджаривают и лишь затем смешивают с солью (иногда соль также поджаривают). Соотношение кунжута и соли зависит от вкусовых предпочтений, но обычно варьируется от 5:1 (5 частей кунжута и одна часть соли) до 15:1. Делают гомасио чаще всего в домашних условиях, но в продаже имеется также уже и готовая смесь.